# Seebacher Maschinenbau
Die Seebacher Maschinenbau AG war ein Schweizer Unternehmen im Bereich des Maschinenbaus und Hersteller von Automobilen.

## Unternehmensgeschichte
Mathias Klüglein übernahm 1912 das 1910 gegründete Unternehmen Aufzüge- und Räderfabrik Seebach (ARSAG). Für das neue Unternehmen finden sich sowohl die Namen Maschinenbau AG als auch Seebacher Maschinenbau AG. Der Firmensitz war im Seebacher Gleisdreieck an der Schaffhauser Straße 468 im heutigen Zürich. Angeboten wurden Aufzüge, Automotoren, Getriebe, Maschinengewehre, Munition und Seilbahnen. 1918 begann die Produktion von Automobilen. Der Markenname lautete Seebacher. Die Automobilproduktion endete je nach Quelle 1921 oder 1924. Insgesamt entstanden einige Dutzend Automobile. 1924 ging das Unternehmen in Liquidation.

## Fahrzeuge
Rudolf Egg, der zuvor Egg & Egli gründete und danach mit Hilfe von Fritz Moser von Moteurs Moser Automobile unter dem Markennamen Egg herstellte, war der Konstrukteur der Fahrzeuge.
Zunächst wurde das Modell von Egg weiter produziert. Ein Vierzylindermotor von Zedel sorgte für den Antrieb. Der Motor war vorne im Fahrzeug montiert und trieb über eine Kardanwelle die Hinterachse an. Besonderheit war, dass das Getriebe in Transaxle-Bauweise an der Hinterachse angeordnet war.
Außerdem entstand ein neues Modell 11 PS, das ebenfalls mit einem Vierzylindermotor von Zedel ausgestattet war. Besonderheit war ein elektrischer Anlasser. Für dieses Modell wurde unter anderem in der Automobil Revue vom 29. April 1921 geworben.